# المحجل (كحلان الشرف)

تعديل مصدري - تعديل

المحجل هي إحدى قرى عزلة بنى المهدى بمديرية كحلان الشرف التابعة لمحافظة حجة، بلغ تعداد سكانها 1184 نسمة حسب تعداد اليمن لعام 2004.